# مرغ سحر
«مرغ سحر» تصنیفی از ساخته‌های مرتضی نی‌داوود با شعری از محمدتقی بهار است. این اثر نخست در جشنی به مناسبت هفتمین سالگرد انتشار روزنامهٔ ناهید در سال ۱۳۰۶ ه‍.خ اجرا شد و کمی بعدتر اجرای دیگری از آن با صدای ملوک ضرابی به روی صفحه گرامافون آمد.
شعر این تصنیف مضمونی سیاسی-اجتماعی دارد و مفاهیم انقلابی در آن به وفور دیده می‌شود. بهار این شعر را کمی پس از استبداد صغیر و در دوره‌ای سرود که جنبش مشروطه ایران به تازگی به پایان و رضاشاه تازه به پادشاهی رسیده بود. از همین رو، شعر مرغ سحر منعکس‌کنندهٔ روحیات انقلابی مردم در آن دوره دانسته می‌شود. متن شعر روایتگر گفتگوی شاعر با یک پرنده («مرغ سحر») است که هر دو ناامید هستند. شاعر از مرغ سحر می‌خواهد که از قفس بیرون بیاید و نغمه‌سرایی کند، اما مرغ محبوس آه و ناله سر می‌دهد تا جایی که شاعر را به تنگ می‌آورد. موسیقی این تصنیف را نی‌داوود در منزل خودش ساخت. این موسیقی در دستگاه ماهور است و بخش‌هایی از آن به دستگاه شور نیز وارد می‌شود.
تصنیف «مرغ سحر» جایگاه ویژه‌ای در تاریخ موسیقی ایران دارد و خوانندگان بسیاری آن را بازخوانی کرده‌اند. برخی از این بازخوانی‌ها به سبک اصلی اثر وفادار بوده‌اند اما در برخی دیگر سازبندی تغییر یافته یا آهنگ به شکلی نو تنظیم شده است. به واسطهٔ اجراهای متعددی که محمدرضا شجریان از این تصنیف داشته، نام وی نیز با این تصنیف گره خورده است.

## تاریخچه

### انتشار و اجراهای اولیه

اعلامیهٔ اولین اجرای «مرغ سحر»

در تاریخ ۷ تیر ۱۳۰۶، روزنامهٔ ناهید که مطالب طنز منتشر می‌کرد، جشنی به مناسبت آغاز هفتمین سال انتشار خود بر پا کرد. این جشن در باغی برگزار شد که متعلق به شخصی به نام سهم‌الدوله بود. در این جشن قطعه‌ای به نام «تصنیف در ماهور» اجرا شد که به جای ذکر نام شاعرش، از لفظ «اثر طبع یکی از اساتید سخن» استفاده شده بود. شعر این تصنیف نیز در اولین شمارهٔ سال هفتم روزنامه، به صورت یک پیوست منتشر شد. این تصنیف بعداً «مرغ سحر» یا «نالهٔ مرغ سحر» نام گرفت و معلوم شد که شاعرش محمدتقی بهار (معروف به ملک‌الشعرا) بوده است. به گفتهٔ ناصرالدین پروین، خوانندهٔ تصنیف در جشن مذکور ایران‌الدوله هلن (معروف به ایران خانم) بود اما جلال تاج اصفهانی در مصاحبه‌ای در اوایل دههٔ ۱۳۵۰ مدعی شد که خود او بود که برای اولین بار این اثر را در باغ سهم‌الدوله اجرا کرد.
انتشار شعر بهار در روزنامهٔ ناهید، خود قابل توجه است. این نشریه از ۱۳۰۰ تا ۱۳۱۲ و به صورت هفتگی به وسیله میرزا ابراهیم ناهید و با همکاری عارف قزوینی در تهران منتشر می‌شد و ارگان طنزآمیز هواداران سردار سپه (رضاخان) بود. در این نشریه به بسیاری از مخالفان سردار سپه پرخاش می‌شد یا ناسزا گفته می‌شد و بهار نیز یکی از ایشان بود. با این حال، از سال ۱۳۰۵ به بعد شعرهای تازهٔ بهار در ناهید منتشر شد که به عقیدهٔ ناصرالدین پروین، امکان دارد ناشی از تلاش بهار برای مصون ماندن از بدخواهی دستگاه کینه‌جوی آن نشریه باشد. در برخی از این اشعار، بهار به مجیزگویی شاه جدید (رضاخان) نیز پرداخته بود. با این حال، پس از آن که «مرغ سحر» شهرت یافت و معلوم شد او شاعرش بوده است، بهار به زندان افتاد و جالب آن که در زندان با ابراهیم ناهید هم‌بند شد.

### ضبط‌های اولیه
نخستین ضبط این تصنیف بر روی صفحه‌های پولیفون در پاییز سال ۱۳۰۶ خورشیدی، با صدای ملوک ضرابی و تار مرتضی نی‌داوود انجام شد. نسخه‌ای از اجرای این تصنیف توسط ملوک ضرابی در صفحه‌های اچ‌ام‌وی (شمارهٔ ۳۸۸ تا ۳۹۰) نیز منتشر شد. اجرای معروف دیگری که بعدتر در گراند هتل انجام شد، بسیار مورد توجه قرار گرفت. گفته شده که در این اجرا، قمرالملوک وزیری خوانندهٔ تصنیف بود و بدون حجاب روی صحنه حاضر شد که این نخستین بار در تاریخ معاصر ایران بود که زنی بی‌حجاب روی صحنه آواز می‌خواند. با این حال، نی‌داوود که سازندهٔ این تصنیف است، بعدها این مطلب را که قمرالملوک وزیری این تصنیف را خوانده باشد، رد کرد.
شهرت این تصنیف و نشر گستردهٔ آن از طریق صفحهٔ گرامافون، در تغییر دیدگاه دولتمردان آن زمان در خصوص گرامافون (به عنوان اولین رسانهٔ صوتی در ایران) اثر گذاشت و باعث شد که به آن به عنوان یک وسیلهٔ تجملی نگاه نکنند و خطرش را از مطبوعات کمتر ندانند، تا آنجا که کمتر از یک سال بعد، در اردیبهشت ۱۳۰۷، «نظامنامهٔ مقررات ضبط صوت در صفحات گرامافون» تألیف شد و به تصویب وزیران رسید. صفحه‌های گرامافون این اثر نیز تنها یک ماه پس از انتشار، توسط شهربانی از بازار جمع شد که باعث شد این صفحه‌ها به بازار سیاه راه پیدا کنند و به چند برابر قیمت اولیه فروخته شوند. با این که «مرغ سحر» در سال‌های اولیهٔ به قدرت رسیدن رضا شاه پهلوی و در اعتراض به وی روی صفحه ضبط و منتشر شده است، اما پس از آن تا چندین دهه، چندان صدایی از آن به گوش نمی‌رسید؛ تا اینکه در سال‌های دههٔ ۱۳۵۰ خورشیدی، با آغاز فصل تازه‌ای از ترانه‌های اعتراضی، «مرغ سحر» بار دیگر جان گرفت. در آن دوره نیز پخش این تصنیف با مخالفت طبقهٔ حاکم — از جمله هلاکو رامبد که از نمایندگان مجلس بود — مواجه شد. از آن پس خوانندگان مختلف نیز این تصنیف را بازخوانی کرده‌اند.
یکی از اولین اجراهای این تصنیف در ایران پس از انقلاب اسلامی، در سریال هزاردستان ساختهٔ علی حاتمی بود؛ جایی که اسماعیل محمدی در نقش استاد گلبهار و با گویندگی ناصر طهماسب این تصنیف را اجرا کرد.

## شعر

### شاعر تصنیف
| مرغ سحر ناله سر کن                  |  | داغ مرا تازه‌تر کن            |
| ز آهِ شرربار این قفس را              |  | بَرشِکَن و زیر و زِبَر کن         |
| بلبلِ پَربسته ز کنجِ قفس درآ           |  | نغمهٔ آزادیِ نوع بشر سَرا       |
| وَز نفسی عرصهٔ این خاک توده[ب] را     |  | پرشرر کن، پرشرر کن           |
| ظلم ظالم، جور صیاد                  |  | آشیانم داده بر باد           |
| ای خدا، ای فلک، ای طبیعت            |  | شام تاریک ما را سحر کن[پ]    |
| نوبهار است، گل به‌بار است            |  | ابر چشمم ژاله‌بار است         |
| این قفس، چون دلم، تنگ و تار است     |  |                              |
| شعله فکن در قفس ای آهِ آتشین         |  | دستِ طبیعت گُلِ عمر مرا مچین    |
| جانبِ عاشق نِگَه ای تازه گل از این     |  | بیشتر کن، بیشتر کن، بیشتر کن |
| مرغ بی‌دل، شرح هجران مختصر، مختصر کن |  |                              |
|                                     |  |                              |
| عمر حقیقت به‌سر شد                   |  | عهد و وفا بی‌اثر شد           |
| نالهٔ عاشق، ناز معشوق                |  | هر دو دروغ و بی‌ثمر شد        |
| راستی و مهر و محبت فسانه شد         |  | قول و شرافت همگی از میانه شد |
| از پی دزدی، وطن و دین بهانه شد      |  | دیده تر شد! دیده تر شد!      |
| جور مالک، ظلم ارباب                 |  | زارع از غم گشته بی‌تاب        |
| ساغر اغنیا پُر میِ ناب                |  | جام ما پُر ز خون جگر شد       |
| ای دل تنگ ناله سر کن                |  | از قوی دستان حذر کن          |
| از مساوات صرف نظر کن                |  |                              |
| ساقی گل‌چهره بده آب آتشین            |  | پردهٔ دلکش بزن ای یار دلنشین  |
| ناله برآر از قفس ای بلبل حزین       |  | کز غم تو، سینهٔ من پرشرر شد   |
| کز غم تو، سینهٔ من پرشرر، پرشرر شد   |  |                              |

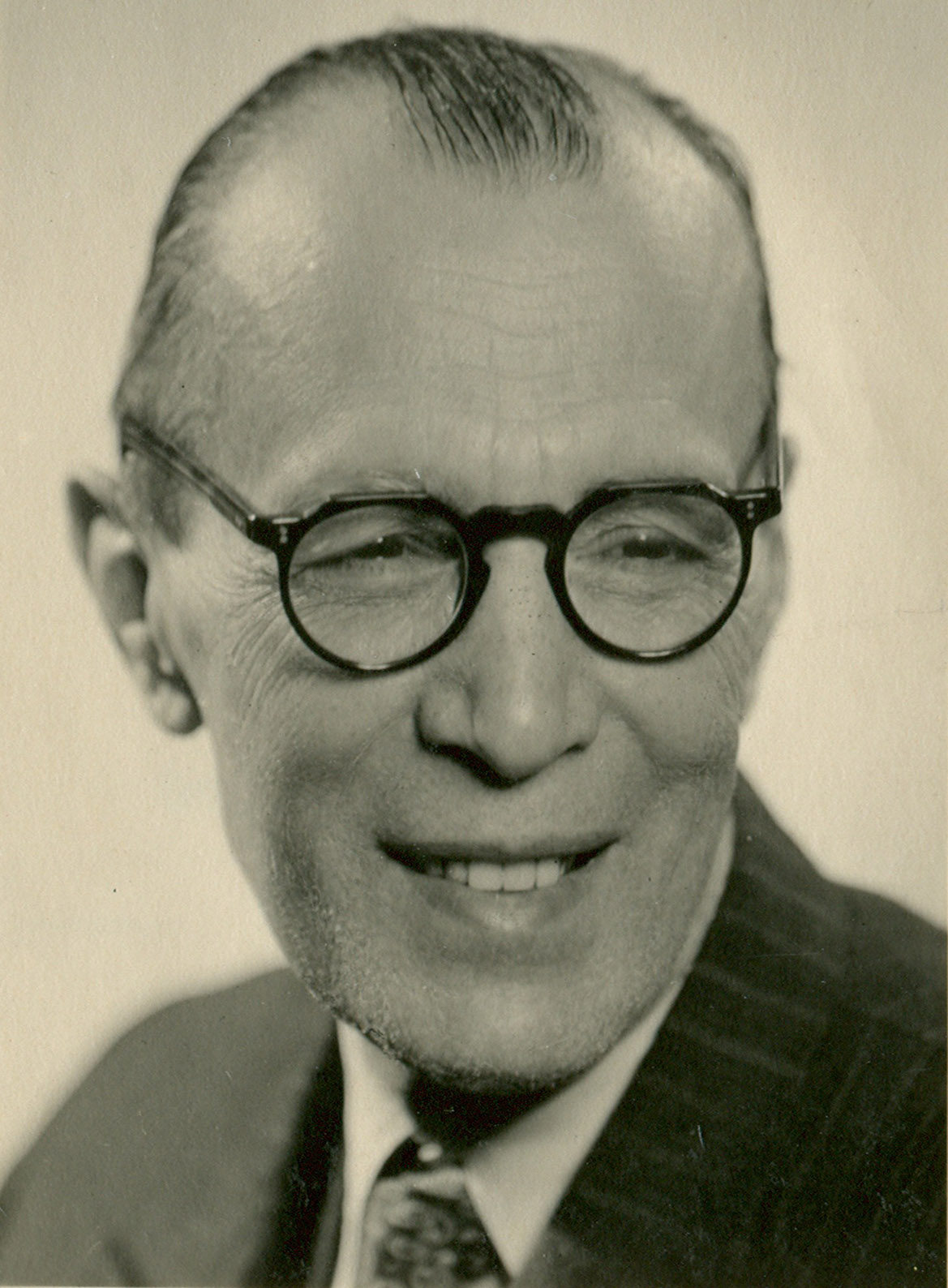
محمدتقی بهار شاعر تصنیف

محمدتقی بهار شعر این تصنیف را در کوران حوادث پس از سقوط سلسلهٔ قاجاریان و روی کار آمدن حکومت پهلوی سروده است. اسماعیل نواب صفا این شعر را مربوط به «حوادث دوران محمدعلی‌شاه و به توپ بستن مجلس شورای ملی» انگاشته است. وی با اشاره به روایتی از زبان موسی نی‌داوود (برادر مرتضی نی‌داوود)، می‌افزاید که بهار در واقع این ترانه را برای مخالفت با رضاشاه سروده است. این شعر روایتگر گفتگویی است بین شاعر و مرغی در قفس که هر دو ناامید هستند. شاعر از مرغ سحر می‌خواهد که از قفس بیرون بیاید و نغمه‌سرایی کند اما مرغ محبوس به جای آواز، آه و ناله سر می‌دهد تا جایی که شاعر به تنگ می‌آید و از او می‌خواهد که بس کند.
تصنیف «مرغ سحر» را می‌توان سرود شکست آرمان‌ها و شعارهای انقلاب مشروطه دانست. کامیار عابدی، پژوهشگر ادبیات معاصر، معتقد است که «مرغ سحر» ترانهٔ شکست آرمان‌ها و شعارهای انقلاب مشروطه است و از شعارهای پیروان مرام اشتراکی در فضای برخاسته پس از انقلاب کمونیستی اکتبر ۱۹۱۷ در روسیه تأثیر گرفته است.
در سال ۱۳۰۶ که این ترانه نخستین بار اجرا شد، نام شاعرش را پنهان داشتند. از همین رو، عده‌ای سُرایش آن را به دورهٔ زندان یا پس از زندان و تبعید بهار منسوب کرده‌اند که نادرست است؛ زیرا در آن هنگام، بهار اگرچه مغضوب شاه بود اما هنوز نمایندگی مجلس را بر عهده داشت.

### متن شعر
شعر این تصنیف لحنی انقلابی دارد و بیان آن، همچون اغلب اشعار بهار، ساده و غنی است. با این حال، برخلاف عمدهٔ اشعار بهار که دارای مفاهیم ملی‌گرایانه هستند، این شعر بیشتر به مفاهیمی چون مساوات و شعارهای «مرام اشتراکی» و «اجتماعیون عامیون» (که جزو آرمان‌های حزب سوسیال دمکرات ایران در دورهٔ مشروطه بودند) مبتنی است. در این شعر اشاراتی هم به مفاهیم چپ‌گرایانه و کمونیستی شده است؛ از جمله در عبارت «خاک توده» و اشاره به «ارباب» و «زارع».
شعر تصنیف «مرغ سحر» مانند بسیاری از تصنیف‌های آن زمان دارای دو بند است. بند اول بیشتر شاعرانه است، در حالی‌که بند دوم دارای اشارات و مضمون صریح سیاسی و اجتماعی است. ملک‌الشعرا در بند اول شعر دربارهٔ تلخی‌های اجتماعی با زبانی تمثیلی سخن می‌گوید و در واقع شنونده را برای شنیدن خبر نهایی آماده می‌کند و در بند دوم مجموعه‌ای از اخبار و اطلاعات تلخ چون تمام شدن عمر حقیقت و عهد و وفا را به مخاطب منتقل می‌کند. در اجراهای اولیه که روی صفحهٔ گرامافون منتشر می‌شدند، روی دوم صفحه شامل اجرای بند دوم شعر بود اما در اجراهای اخیرتر، بند دوم تصنیف معمولاً اجرا نمی‌شود. مرتضی نی‌داوود در مصاحبه‌ای که با بهروز مبصری (از محققان موسیقی ایرانی) انجام داده بود، می‌گوید که متن این شعر نه شاد است و نه غمگین و ملک‌الشعرا را بابت این شعر می‌ستاید.

## موسیقی

### آهنگسازی

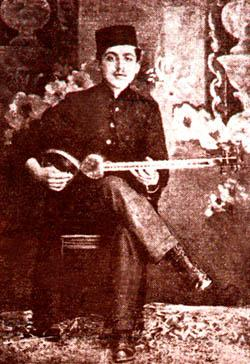
مرتضی نی‌داوود آهنگ این تصنیف را در منزل ساخته بود.

موسیقی این تصنیف در دستگاه ماهور و ساختهٔ مرتضی نی‌داوود است و از نظر ساختاری نوعی پیش‌درآمد دانسته شده است. نی‌داوود آهنگ این تصنیف را در خانه‌اش ساخت که در یکی از کوچه‌های منشعب از خیابان فردوسی — که در آن زمان خیابان علاءالدوله نام داشت — قرار داشت به نام کوچهٔ بختیاری‌ها (که بعداً به کوچهٔ فروشگاه فردوسی تغییر نام یافت). موسیقی این تصنیف پیش از شعر آن ساخته شد و بهار بعداً بر اساس این موسیقی، شعرش را سرود. در این قطعه، بخشی از موسیقی با کمک گوشهٔ دلکش از ماهور به شور پرده‌گردانی می‌کند. در شعر بهار هم همین قسمت با مصراع «پردهٔ دلکش بزن ای یار دلنشین» مصادف است. پیش از آن نیز در بخشی از موسیقی، از گوشهٔ شکسته استفاده می‌شود که در بند اول شعر، این بخش با مصراع «ظلم ظالم جور صیاد» مصادف است.

### اجرای خوانندگان سنتی

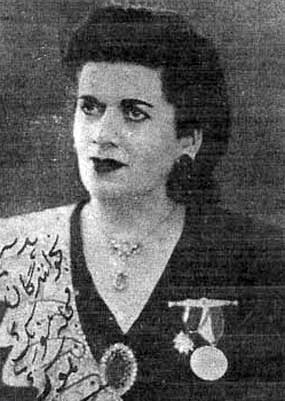
ملوک ضرابی خوانندهٔ قدیمی‌ترین نسخهٔ ضبط‌شدهٔ «مرغ سحر» بود.

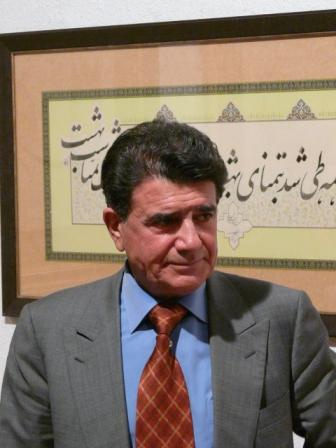
محمدرضا شجریان تصنیف «مرغ سحر» را بارها اجرا کرده است.

اگرچه، باور عمومی وجود دارد که نخستین خوانندهٔ این اثر قمرالملوک وزیری بوده است، اما این باور ریشه در واقعیت ندارد. مرتضی نی‌داوود در مصاحبه‌ای با روزنامهٔ اطلاعات در سال ۱۳۵۴ می‌گوید که قمرالملوک وزیری تا آن زمان تصنیف «مرغ سحر» را نخوانده است. وی تأیید می‌کند که خودش به خطا فکر می‌کرده که صدای قمر را از رادیو شنیده که این تصنیف را می‌خوانده اما بعداً فهمیده که اشتباه کرده است. ملوک ضرابی هم در مطلب دیگری در همان نسخهٔ روزنامهٔ اطلاعات می‌گوید که خوانندهٔ اولیهٔ اثر او بوده و از این که صدای او در رادیو با صدای قمر — که به گفتهٔ ضرابی «صدایی لطیف و رسا» داشت — اشتباه گرفته می‌شده، هم متعجب بوده و هم آن را مایهٔ خوشوقتی خود می‌دانسته است. اما پیام مقدم، از تولیدکنندگان پادکست در حوزهٔ موسیقی ایرانی، معتقد است که شخصی که صدایش با قمر اشتباه گرفته می‌شده، جمال صفوی بوده است. اجرای صفوی در سال ۱۳۰۷ روی صفحهٔ گرامافون (از شرکت کلمبیا) ضبط و پخش شد و در آن حسین استوار نوازندهٔ پیانو، ابراهیم منصوری نوازندهٔ ویولن و شخصی به نام سالاری نوازندهٔ تار بود.
تصنیف مرغ سحر چند بار در برنامهٔ گل‌ها اجرا شد؛ از جمله در گل‌های تازه ۱۵۰ با صدای نادر گلچین و تنظیم فرامرز پایور و گل‌های تازه ۲۰۱ با نوازندگی بیژن کامکار (تنبک) و محمدرضا لطفی (تار) و خوانندگی هنگامه اخوان. محمود خوشنام می‌گوید که از این اجرای هنگامه اخوان به‌عنوان نزدیکترین اجرا به اجرای اصلی این تصنیف یاد می‌شود. با این حال، در این اجرا اخوان به جای عبارت «خاک توده» از «خاک تیره» استفاده می‌کند که احتمالاً ناشی از سختگیری‌های ممیزی رادیو در آن زمان بوده است. از سوی دیگر، تنظیم پایور برای نادر گلچین، سازبندی متمایزی داشت و به شکل چپ‌کوک (در ماهورِ فا) اجرا شده بود و حسن کسائی در سال ۱۳۸۸ این اجرا را بهترین اجرای این تصنیف نامید.
خوانندگان بسیاری این تصنیف را اجرا کرده‌اند که از آن جمله می‌توان به ملوک ضرابی، ایران‌الدوله هلن، جلال تاج اصفهانی، محمدرضا شجریان، نادر گلچین، هنگامه اخوان، شهلا سرشار، همایون شجریان، فاضل جمشیدی، شکیلا، سالار عقیلی، فرهاد مهراد، محسن نامجو و گوگوش اشاره کرد. کیوان ساکت نیز آلبومی به نام دیدار شرق و غرب دارد که نام فرعی آن مرغ سحر است. فاضل جمشیدی در این آلبوم خوانندگی را بر عهده داشته و از جمله تصنیف «مرغ سحر» را نیز اجرا کرده است. ساکت همچنین در اجرایی با ارکستر ملل که در مهر ۱۳۸۴ در تالار وحدت برگزار شد نیز، این قطعه را اجرا کرد که در این اجرا سالار عقیلی خوانندهٔ تصنیف بود.
شجریان اولین بار در سال ۱۳۶۹ در کنسرتی در دانشگاه برکلی در آمریکا این قطعه را اجرا کرد. پیش از اجرای کنسرت برکلی، شجریان و گروه همراهش تصمیم می‌گیرند که از نی‌داوود — که در آن زمان در سن خوزه که از برکلی دور نیست زندگی می‌کرد — برای شرکت در کنسرت دعوت کنند. به گفتهٔ داریوش پیرنیاکان، گروه برای دعوت از نی‌داوود به سن خوزه می‌رود و آنگاه متوجه می‌شود که نی‌داوود دو روز قبل درگذشته است. در کنسرت برکلی، شجریان تصنیف «مرغ سحر» را برای بزرگداشت یاد نی‌داوود اجرا می‌کند که مورد تشویق حضار قرار می‌گیرد. از آن زمان، شجریان این قطعه را در انتهای بسیاری از کنسرت‌های خود به عنوان قطعهٔ آنکور اجرا کرده است. هیچ‌یک از اجراهای رسمی شجریان، بند دوم این تصنیف را شامل نمی‌شده است. معمولاً، این اجراهای شجریان با هم‌خوانی حضار همراه بوده است و از بهترین‌شان می‌توان به اجراهای کنسرت هم‌نوا با بم اشاره کرد که بعداً در آلبومی به همین نام نیز منتشر شد.
«مرغ سحر» را خوانندگان غیر ایرانی نیز اجرا کرده‌اند؛ از جمله، هابیل علی‌اف، نوازندهٔ کمانچه اهل جمهوری آذربایجان، در سال ۱۳۸۴ کنسرتی در ایران داد که در ابتدای آن تصنیف «مرغ سحر» با شعری به زبان آذری و با آواز ضابط نبی‌زاده اجرا شد. علیم قاسموف نیز نسخه‌ای از این تصنیف را با شعری آذری اجرا کرده که مطلع آن گلدی باهارین صداسی است.

### تنظیم‌های متفاوت

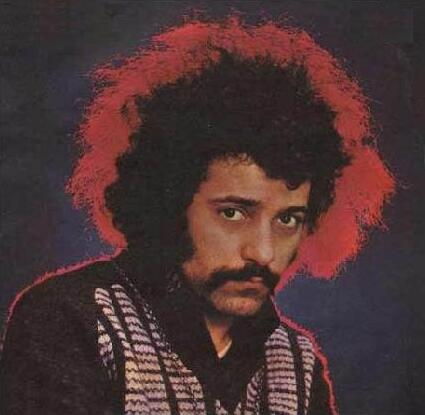
فرهاد مهراد این تصنیف را برای گیتار تنظیم و اجرا کرده است.

بیشتر اجراهای مختلف «مرغ سحر» در چهار دههٔ گذشته به آنچه مرتضی نی‌داوود ساخت وفادار مانده‌اند و کمابیش به همان شیوهٔ ملوک ضرابی این ترانه را اجرا کرده‌اند. به جز تنظیم پایور که سازبندی و کوک متفاوتی داشت، تنظیم‌های دیگری هم از این تصنیف با شکلی متفاوت از نسخهٔ اصلی اجرا شده‌اند. در یک اجرا که احتمالاً جهانبخش پازوکی تنظیم کرده بود، از هارمونی دو صدایی استفاده شده بود. این نسخه با صدای هوشمند عقیلی ضبط شده است. گروه کیوسک و محسن نامجو هم در سال ۱۳۸۹ اجرایی چندصدایی از «مرغ سحر» را ارائه دادند که ضرب‌آهنگ ترانه در آن از شش و هشت (6
8) به دو چهارم (2
4) تغییر یافته بود. این اجرا با اینکه از لحاظ سازبندی و چندصدایی بودن متفاوت بود، ولی همچنان در چارچوب سنتی باقی ماند. فرهاد مهراد نیز نسخه‌ای از این تصنیف برای گیتار تنظیم و اجرا کرده است. همچنین، اجرایی دوصدایی با صدای عبدالوهاب شهیدی و پوران با تنظیم جواد معروفی (یا به روایتی، با تنظیم روح‌الله خالقی) و با جایگزینی شعر دیگری به جای شعر محمدتقی بهار منتشر شد که به گفتهٔ مرتضی حسین دهکردی توفیق چندانی پیدا نکرد. نسخه‌ای که به تنظیم خالقی است، بعداً در برنامهٔ گل‌های رنگارنگ ۳۳۸ پخش شد. در سال ۱۳۹۳ هم گوگوش در کنسرتش در ومبلی لندن ترانهٔ «مرغ سحر» را با تنظیم بابک امینی در سبک پاپ بازخوانی کرد. در این اجرا هم (مانند اجرای گروه کیوسک) ضرب‌آهنگ قطعه به یک ریتم چهارضربی تغییر یافت و امینی قطعه را برای سازهای غربی تنظیم کرد و در نتیجه ریزپرده‌ها از این اجرا حذف شدند؛ اما بی‌بی‌سی فارسی در مطلبی تحلیلی، این تنظیم امینی و اجرای گوگوش را در تضاد با معنای شعر توصیف کرد و نوشت که این اجرا کمتر با استقبال مثبت روبرو شده است.

## بازتاب در فرهنگ معاصر
اجراهای محمدرضا شجریان از این تصنیف چنان مشهور بوده‌اند که نام وی با این تصنیف رابطه‌ای تنگاتنگ پیدا کرده است. در سال ۱۳۹۹ که شجریان در بیمارستانی در تهران بستری بود، مجلهٔ آزما مطلبی را شامل قدرشناسی چند موسیقی‌دان مطرح ایران از وی منتشر کرد و عنوان این مقاله را «مرغ سحر ناله سر کن!» قرار داد. مجلهٔ ادبستان فرهنگ و هنر نیز در سال ۱۳۷۲ در مطلبی شجریان و اختلافاتی که با برخی از موسیقی‌دانان ایرانی معاصرش (همچون محمدرضا لطفی) داشته را نقد کرد که در عنوان آن مطلب نیز شجریان با لفظ «مرغ سحر» خطاب شده بود. در سال ۱۳۹۶ سردیس محمدرضا شجریان در همایش سالانهٔ انجمن‌های دوست‌داران حافظ در سمنان رونمایی شد و در این مراسم کیوان ساکت و فاضل جمشیدی تصنیف «مرغ سحر» را به احترام شجریان اجرا کردند.
نام بهار نیز با این تصنیف گره خورده است. در سال ۱۳۸۷ سعید رشتیان با همکاری مجموعهٔ آینهٔ فرهنگ، فیلمی به نام مرغ سحر تهیه کرد که به زندگی بهار می‌پرداخت. کارگردان فیلم مهدی باقری بود و پیروز کلانتری نقش مشاور کارگردان را بر عهده داشت.
از دیگر آثار مرتبط به این تصنیف می‌توان به یک نوانما برای این تصنیف اشاره کرد که مسعود آب‌پرور ساخته و کارگردانی کرده است. این نوانما روی اجرای کیوان ساکت با آواز فاضل جمشیدی تنظیم شده بود و در چهارمین جشنوارهٔ بین‌المللی ویدئو و فیلم سوره در اصفهان، برندهٔ جایزهٔ ویژهٔ هیئت داوران شد. همچنین، منصور اوجی در سال ۱۳۵۶ کتاب شعری با نام مرغ سحر منتشر کرد که حاوی چهل رباعی انقلابی و اجتماعی بود و الهام بخش شاعران دیگر (از جمله قیصر امین‌پور، سید حسن حسینی و دیگران) شد تا رباعی‌های انقلابی به‌سرایند.
تصنیف «مرغ سحر» جایگاهی ویژه در تاریخ موسیقی ایران دارد و محصول دوره‌ای از تاریخ ایران است که با تلاقی هنر و سیاست، مقدمات تولد ترانهٔ اعتراضی شکل می‌گیرد. تصنیف «مرغ سحر»، تصنیفی «جاودانه» نام گرفته است. مجلهٔ ایران‌شناسی نیز از این تصنیف به عنوان یکی از «شاهکارهای موسیقی ایرانی» یاد کرده است.

## نگارخانه

جلد صفحهٔ تصنیف «مرغ سحر» با صدای ملوک ضرابی
جلد صفحهٔ تصنیف «مرغ سحر» با صدای ایران خانم روی صفحهٔ اچ‌ام‌وی
جلد صفحهٔ تصنیف «مرغ سحر» با صدای جمال صفوی (که نامش به صورت ج-ص نوشته می‌شد)[۱۰]